# Santiago Diego Madrazo Arroyo
Santiago Diego Madrazo Arroyo (Salamanca, 16 de juny de 1816 - Salamanca, 11 de març de 1890) fou un polític espanyol.

## Biografia
Era fill d'Antonio Diego Madrazo Gutiérrez i d'Ángela Arroyo Zorrilla. Va ser Catedràtic d'Economia a la Universitat de Salamanca i, en 1862, es trasllada a Madrid per ensenyar Economia a la Universitat Central de Madrid. Va pertànyer al grup dels liberals de l'Escola Economicista entre els quals van destacar Manuel Colmeiro y Penido, Lluís Maria Pastor i Rodríguez, Laureà Figuerola, Segismundo Moret, Mariano Carreras, Benigno Carballo Wangüemert, Gabriel Rodríguez i José Echegaray. Fou elegit diputat en 1858 i 1863.
A les eleccions generals espanyoles de 1869 fou elegit diputat a les Corts Constituents de 1869, és nomenat, en 1871,  ministre de Foment al primer govern de Manuel Ruiz Zorrilla, durant el regnat d'Amadeu I d'Espanya. Aquest mateix any és nomenat Senador (1871-1873) i vicepresident del Senat. El 14 de juliol de 1872 fou nomenat cavaller Gran Creu de l'Orde Civil de Maria Victòria.
A partir de 1872 es retira de la política. Ja durant la restauració borbònica, va fou membre de l'Acadèmia de Ciències Morals i Polítiques.

## Obres
- Lecciones de economía política (1874)
- Principios de gramática general
- Prolegómenos del Derecho